# Lillianes
 Lillianes  Olaszország Valle d’Aosta régiójának egy községe.

## Földrajza
A vele szomszédos települések: Carema (Torino megye), Fontainemore, Graglia (Biella megye), Issime, Perloz, Pollone (Biella megye), Settimo Vittone (Torino megye), Sordevolo (Biella megye).